# Čertoděj
Čertoděj je český internetový magazín, jehož hlavní obsahovou náplní jsou informace o Web 2.0, a navazuje tak na funkčně o něco málo starší server Dev::Info[zdroj?] (který patří Martinu Malému). Historie serveru se píše od jara 2007, kdy by založen jako akciový web Patrickem Zandlem a Martinem Malým podle vyjádření zakladatelů za peníze z prodeje serveru Jagg společnosti IInfo. Je postaven na principu, tzv. akciového webu, tzn. jako honorář dostávají autoři podíl na akciích webu.
Magazín je dlouhodobě neaktualizovaný, poslední článek je z roku 2007.